# Moneilema aterrimum
Moneilema aterrimum là một loài bọ cánh cứng trong họ Cerambycidae.